# Muzeum Historii Kolei Lwowskiej
Muzeum Historii Kolei Lwowskiej (Музей історії львівської залізниці) – placówka muzealna utworzona we Lwowie w 1973. W owym czasie było pierwszą tego rodzaju placówką na terenie Ukrainy. Potem powstały kolejne. Od 2001 muzeum mieści się w Domu Nauki i Techniki Lokomotywowni Lwów-zachód przy ul. Fedkowicza 54-56.
Ekspozycja przedstawia rozwój sieci kolejowej w Galicji, na Wołyniu, Bukowinie i w Karpatach w czasie Austro-Węgier, II Rzeczypospolitej, ZSRR i w czasie niepodległej Ukrainy. Prezentuje historię kolejnictwa w Europie, budowę linii, w tym Kolei galicyjskiej im. Karola Ludwika (łączącej Kraków z Przemyślem i Lwowem), stacji, odbudowę infrastruktury po I i II wojnach światowych.